# 屠象美
屠象美（1592年—1645年），字幼繩，號愚仙，浙江平湖縣人。明末官員。

## 生平
天啓元年（1621年）辛酉科浙江鄉試舉人，崇禎四年（1631年）辛未科進士，吏部观政，授行人。七年回籍。十年行取，十一年對策稱旨，改翰林院检讨，東宫講讀，疏薦倪元璐、李邦華等三十七人，十三年閑住罷歸。築園郡城，建百丈廊，極泉石之藝。乙酉（1645年，清順治二年）与总兵陳梧一同反清，为亂兵所害。
有婢紅葉死於家，屠象美到城外安葬，婢女突然甦醒。錦衣衛得知此事，趁機勒索不成，於是上奏。屠象美因此去官，冠帶閒住。

## 軼事
清朝抱阳生编的《甲申朝事小纪》，有一篇《妄动殃民》，写到明末嘉兴翰林屠象美：“屠象美，字幼绳，嘉兴人。崇祯末年，以知县行取为翰林检讨。时年五十馀，稍有文墨，素无筹略。且身最好色，姬妾三四十人，每夕必八人进御。衣饰一样，妆束歌舞，日夕欢娱。身躯孱弱，如满奋畏风。暮春天气，每出拜客，犹必用绒轿衣围。向住平湖县，后住郡城东门外百丈廊花园，富贵骄淫之极。其受怀帝知遇，身死自其本分。奈何孟浪作事，以一郡民为其池鱼乎？……屠为解元宋羽皇亲家，其子宋镇英乃屠女婿。”